# 가시아메바
가시아메바는 가시아메바속(학명: Acanthamoeba)에 속한 아메바문 진핵생물의 총칭으로, 주로 흙, 담수에서 관찰되며 그 외에 여러 환경에서 서식한다. 주로 박테리아를 포식하는 생물체로, 특정 상황에서는 인간을 비롯한 동물에게 가시아메바각막염 등 감염 질환을 일으킬 수 있다.